# Clément Moret
Clément Moret, né le 9 septembre 1886 à Dormans et mort le 7 décembre 1943 à Versailles, est un banquier et haut fonctionnaire français qui fut gouverneur de la Banque de France.

## Biographie

### Jeunesse et études
Louis-Léon-Clément Moret naît en 1886 à Dormans. Il suit des études de droit et obtient un doctorat en droit. Il est diplômé de l'École libre des sciences politiques.

### Parcours professionnel
Moret commence sa carrière au ministère de l'Économie et des Finances. Il monte progressivement les échelons, jusqu'à être nommé directeur du mouvement général des Fonds en 1919. Il a alors sous ses ordres Wilfrid Baumgartner, futur gouverneur.
Il est remarqué par Raymond Poincaré, et est nommé deuxième puis premier sous-gouverneur de la Banque de France du 20 novembre 1928 au 25 septembre 1930. Il travaille alors sur la question de la politique monétaire à la suite de la Grande Dépression. Il devient gouverneur de la Banque de France jusqu'au 3 janvier 1935. Il est alors le plus jeune gouverneur de l'histoire de la banque, à l'âge de 44 ans.
À ce titre, il participe à la London Economic Conference du 12 juin au 27 juillet 1933 dont le but était de stabiliser les taux de change. Il gère la crise de la dévaluation de la livre sterling, qui refroidit les relations entre la Banque d'Angleterre et la Banque de France.
Il est partisan d'une orthodoxie monétaire et met en place une politique de déflation. Il refuse de prêter l'or de la Banque de France et considère que le stock ne doit être utilisé que pour défendre la devise nationale. Il participe aux conférences de la Banque des règlements internationaux, où il argumente en faveur d'une interdiction de principe de rachat d'obligations publiques par la banque, à l'exception d'obligations étrangères. Il considère en effet que l'autoriser permettrait aux banques privées d'utiliser les opérations d'achat et de vente d'obligations comme d'un moyen de refinancement direct.
Il fut président de l'Union industrielle de Crédit, vice-président du Crédit lyonnais, administrateur de la Compagnie universelle du Canal maritime de Suez et du Crédit national.
Clément Moret est un personnage d'un roman de Pierre Hamp, La peine des hommes, publié en 1938.

## Décorations
Le 8 janvier 1935, il est fait grand officier de la Légion d'honneur.

## Sources
- Biographie